# Savage Cove-Sandy Cove
Savage Cove-Sandy Cove is de jure een gemeente in de Canadese provincie Newfoundland en Labrador. De gemeente bestaat sinds haar oprichting uitsluitend op papier, waardoor beide plaatsen die er deel van uitmaken de facto fungeren als gemeentevrij gebied.
Het gebied bevindt zich in het uiterste noorden van het eiland Newfoundland en bestaat uit de met elkaar vergroeide kustdorpen Savage Cove en Sandy Cove.

## Statuut
In 1994 werden de gemeentevrije plaatsen Savage Cove en Sandy Cove wettelijk verenigd tot een gemeente met het statuut van community. In het kader van een algemene wetswijziging kreeg Savage Cove-Sandy Cove in 1996 het statuut van town.
De wet ter creatie van de gemeente werd echter niet in de praktijk omgezet. Ondanks het feit dat de plaats geen lokaal bestuur heeft en de facto als gemeentevrij wordt beschouwd, behoudt Savage Cove-Sandy Cove tot op heden haar juridisch statuut van town.
Savage Cove-Sandy Cove is ondanks dat theoretisch statuut niet opgenomen in de Municipal Directory, de officiële lijst van gemeenten in de provincie Newfoundland en Labrador. In de federaal beschikbaar gestelde lijst van gemeenten in die provincie is Savage Cove-Sandy Cove evenmin opgenomen, noch als bestaande, noch als opgeheven gemeente. Ook het federale statistiekagentschap Statistics Canada heeft Savage Cove-Sandy Cove nooit als een gemeente beschouwd (zie kopje "Demografie").

## Geografie
Savage Cove-Sandy Cove bevindt zich aan de noordwestkust van het Great Northern Peninsula, in het uiterste noorden van Newfoundland. De twee dorpen waaruit het bestaat, Savage Cove en Sandy Cove, liggen beide aan de oevers van de Straat van Belle Isle. De twee dorpen zijn grotendeels met elkaar vergroeid en zijn te bereiken via provinciale route 430.
Het officieel erkende grondgebied van Savage Cove-Sandy Cove grenst in het noordoosten aan het gehucht Shoal Cove East en in het zuidwesten aan Nameless Cove.

## Demografie
In 1996 telde het gebied 524 inwoners. In 2001 waren dat er nog 441.
Savage Cove-Sandy Cove werd door Statistics Canada, dat vijfjaarlijks de Canadese volkstelling organiseert, nooit erkend als een gemeente. In 1996 verzamelde het statistiekagentschap data voor de twee dorpen apart. In 2001 verzamelde het wel degelijk statistieken voor de entiteit "Savage Cove-Sandy Cove", maar dan onder de noemer van unincorporated place (gemeentevrije plaats). In 2006 werd het ingedeeld in een locality genaamd "Savage Cove to Green Island Cove". Sinds 2011 beschouwt Statistics Canada het gebied officieel als een onderdeel van een designated place genaamd Savage Cove-Sandy Cove-Shoal Cove East.